# 蒙托鲁
蒙托鲁（法語：Montauroux，法語發音：[mɔ̃toʁu]）是法国普罗旺斯-阿尔卑斯-蓝色海岸大区瓦尔省的一个市镇，属于德拉吉尼昂区。

## 地理
蒙托鲁（43°37'6"N, 6°45'55"E）面积33.54 平方千米，位于法国普罗旺斯-阿尔卑斯-蓝色海岸大区瓦尔省，该省份为法国东南部沿海省份，北起上普罗旺斯阿尔卑斯省，西北角与沃克吕兹省接壤，西接罗讷河口省，南濒地中海，东临滨海阿尔卑斯省。
与蒙托鲁接壤的市镇（或旧市镇、城区）包括：锡亚涅河畔圣塞泽尔、勒蒂涅、莱萨德雷-德莱斯泰雷勒、巴尼奥勒昂福雷、卡利扬、塔讷龙。

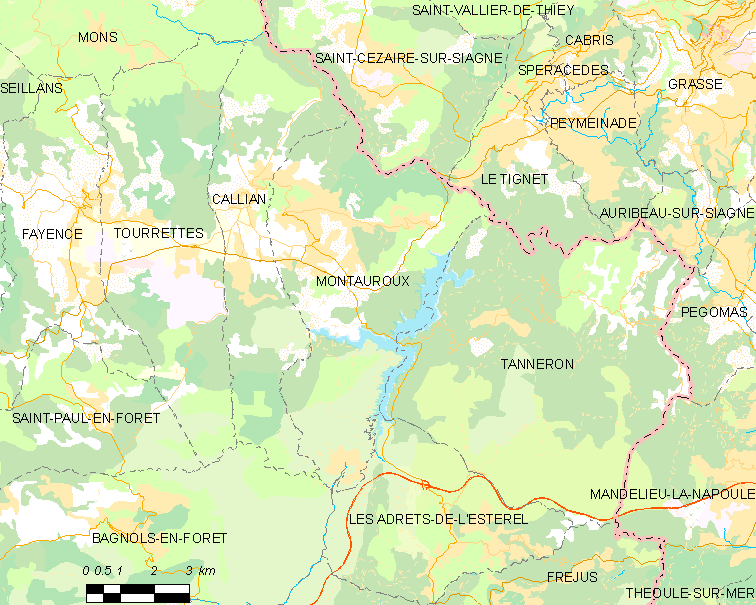
蒙托鲁的OSM定位图

蒙托鲁的时区为UTC+01:00、UTC+02:00（夏令时）。

## 行政
蒙托鲁的邮政编码为83440，INSEE市镇编码为83081。

## 政治
蒙托鲁所属的省级选区为阿尔让河畔罗克布吕讷县。

## 人口

1962-2008年间蒙托鲁人口变化图示

蒙托鲁于2022年1月1日时的人口数量为6787人。